# Aquiloeurycea cephalica
Espèce
Synonymes
- Spelerpes cephalicus Cope, 1889
- Pseudoeurycea cephalica (Cope, 1889)
- Spelerpes sulcatum Brocchi, 1883
- Oedipus manni Taylor, 1939 "1938"

Statut de conservation UICN

 LC  : Préoccupation mineure
Aquiloeurycea cephalica est une espèce d'urodèles de la famille des Plethodontidae.

## Répartition
Cette espèce est endémique du Mexique. Elle se rencontre de 1 000 à 3 000 m d'altitude dans le Sud du Tamaulipas, au Veracruz, dans l'est de l'État de San Luis Potosí, dans l'Est de l'État de Hidalgo, au Morelos, dans le nord de l'État de Puebla et dans l'État de Mexico,.

## Publication originale
- Cope, 1889 : The Batrachia of North America. U.S. National Museum Bulletin, no 34, p. 1-525 (texte intégral).